# Union des communautés juives italiennes
L'UCEI, ou Unione delle Comunità Ebraiche Italiane (« Union des communautés juives italiennes », ou « Union des communautés juives d'Italie »), est un organisme représentatif des Juifs d'Italie aussi bien dans le pays qu'à l'étranger.

## Description
L'UCEI s'attache à la promotion de la culture, des traditions et de la religion des Juifs italiens. Elle fédère 21 associations.
Par exemple, l'UCEI, tout comme le CRIF pour la France, a exprimé le point de vue de la communauté juive lors de l'affaire du carmel d'Auschwitz.
L'Union tient une assemblée générale tous les quatre ans. La commission, élue par le conseil, se compose d'un président, d'un vice-président, d'un consultant du rabbinat et de trois autres conseillers. Le conseil lui-même comprend dix-huit membres élus par l'assemblée.
Parmi les anciens présidents de l'UCEI, on peut citer Tullia Zevi et Amos Luzzatto. L'actuel président, Me Renzo Gattegna, avec le grand-rabbin Riccardo Di Segni, s'est adressé à Benoît XVI en janvier 2010 lors de la visite du pape à la grande synagogue de Rome. Renzo Gattegna a formulé le vœu d'une coopération entre juifs et catholiques pour la défense des droits de l’homme, en collaboration avec les musulmans, afin que le monde connaisse « une ère de paix ».
Depuis 2009, l'UCEI dispose d'un site internet, מוקד.